# Église Saint-Joseph de Saint-Georges-des-Gardes
Pour les articles homonymes, voir Église Saint-Joseph.
L’église Saint-Joseph est un édifice religieux catholique français, situé dans la commune de Saint-Georges-des-Gardes, dans le département de Maine-et-Loire. 

## Histoire
Construite en 1870, l'église est promise à la démolition à la suite d'un vote du conseil municipal qui estime ne pas pouvoir assurer son entretien. Faute d'être inscrite aux monuments historiques, elle est effectivement détruite au mois d'août 2006. Un nouveau sanctuaire de style contemporain a été construit afin de remplacer l'ancienne église. Bâti sur les plans de l'architecte Éric Labatut, il est inauguré en 2009.

## Architecture
D'un point de vue architectural, l'église Saint-Joseph était caractéristique du style néo-gothique. Basée sur un plan en croix latine, elle était composée d'une nef unique de quatre travées, d'un transept flanqué d'absidioles et d'un chœur à pans coupés, l'ensemble étant couvert de croisées d'ogives. De larges baies ogivales assuraient l'éclairage du vaisseau, à l'exception de la travée droite du chœur, percée de chaque côté d'oculi polylobés.
La façade intégrait un clocher quadrangulaire composé d'un quadruple niveau d'élévation : au niveau inférieur s'ouvrait un portail ogival à quatre voussures, surmonté d'un gable ; un triplet formait le second niveau, lui-même surmonté d'une arcature et de deux baies garnies d'abat-sons ouvrant sur la chambre des cloches. Une flèche octogonale cantonnée de pinacles couronnait l'ensemble.